# カン・ジェギュ
カン・ジェギュ（1962年11月27日 - ）は韓国の映画監督・映画プロデューサー・脚本家。

## 略歴
本貫は晋州姜氏。中央大学校演劇映画学科卒。

## 主な作品
- 銀杏のベッド（1996）監督・脚本
- 地上満歌（1997）脚本
- シュリ（1999）監督・脚本
- 燃ゆる月（2000）プロデューサー
- SSU（2002）エグゼクティブプロデューサー
- ブラザーフッド（2004）監督・脚本
- IRIS -アイリス-（2009）企画
- マイウェイ 12,000キロの真実（2011）監督
- チャンス商会〜初恋を探して〜（2015）監督
- ボストン1947 (2023) 監督・脚本

## エピソード
- 芸能ジャーナリストの麻生香太郎は、2005年に韓国でカンと会食した時、「日本人である私たちは、いつまで（過去の戦争にまつわることに関して）謝り続ければ、韓国の人たちは許してくれるのですか？」と質問したという。これに対してカンは、「ボクたち若い世代は、現代の日本の人たちに何の悪感情も抱いていません。友達も多いし、みないい人たちばかりだと思います。ただ韓国は儒教の国です。年長の人には無条件で従うのが美徳とされています。韓国の年寄りには、戦争中、痛めつけられた記憶に苦しむ人もまだ多いのです。彼らは朝鮮語を禁じられ、日本語の教科書で勉強させられ、神社や鳥居を建てた場所で信仰を強制させられました。そんな祖父、祖母たちが『日本の過去の過ちを許してはならない』というのです。私たちはその教えを守り、実践しなければ、親孝行とはいえません。親孝行こそが儒教の根本の教えだからです。その辺をどうかご理解ください」と答えたという。[5]